# Ђесо (Асти)
Ђесо је насеље у Италији у округу Асти, региону Пијемонт.
Према процени из 2011. у насељу је живело 37 становника. Насеље се налази на надморској висини од 327 м.